# Model małosygnałowy
Model małosygnałowy - sposób reprezentacji układu elektronicznego ograniczający analizę zachodzących w nich zjawisk wyłącznie do tych, które są związane ze składową zmienną. Założeniem modelu jest ograniczenie amplitudy sygnału zmiennego do niewielkich wartości w pobliżu punktu pracy. Taki zabieg pozwala zastąpić nieliniowe elementy liniowymi, które są dużo prostsze do zbadania. Podczas tworzenia modelu na podstawie schematu ideowego należy trzymać się kilku podstawowych zasad:
1. Źródła stałego napięcia zostają zastąpione zwarciami
2. Źródła stałego prądu zostają zastąpione rozwarciami
3. Rezystory pozostają bez zmian
4. Pojemności: w przypadku małych pojemności i małych częstotliwości mogą być zastąpione rozwarciami, a w przypadku dużych pojemności i dużych częstotliwości są zastępowane zwarciami. Pozostałe zostają bez zmian.
5. Czasami wystarczający jest prosty i mniej dokładny model, wtedy można pominąć część elementów zaczynając od tych mających najmniejszy wpływ na działanie układu.